# وايت ولتهم (باركشير)
وايت ولتهم (بالإنجليزية: White Waltham)‏ هي قرية و أبرشية مدنية تقع في المملكة المتحدة في إنجلترا. يقدر عدد سكانها بـ 2,850 نسمة ومساحتها 10.44 كم2 .